# Aeropuerto de Bratsk
El Aeropuerto de Bratsk (en  ruso Аэропорт Братск, con designaciones aeronáuticas IATA: BTK, ICAO: UIBB) es un aeropuerto situado en la  región de Irkutsk, Rusia, a una distancia de 8 kilómetros (5 mi) al norte de Bratsk. Es un aeródromo de uso mixto, público y militar, con 32 plazas de aparcamiento para aviones de tamaño medio, así como numerosos hangares para acoger aviones de combate.
El aeropuerto de Bratsk sirve como un «aeropuerto de desvío» en la  ruta polar-2.
El «350 IAP» (350th Interceptor Aviation Regiment) llegó alaeropuerto en 1984 con un número de avión Tupolev Tu-128. Bratsk era responsable de la defensa aérea de la mayor parte de la región interior de Siberia y dependía de la capacidad de largo alcance del Tupolev Tu-128 para cubrir este vasto territorio. En los años 90 la unidad había sido mejorada con jets MiG-31. El regimiento «350 IAP» fue disuelto en 2002.
Un pequeño destacamento de búsqueda y rescate formado por tres aviones de transportes An-26 (Curl) y tres helicópteros Mi-8 (Hip) que estaban bajo el mando del 32 OSAP -32nd Otdel'nyy smeshannaya avia polk, o «Regimiento de Aviación Compuesto Independiente» con base en Ekaterimburgo, se instalaron en esta base después de que «350 IAP» abandonara el lugar. Este destacamento había sido conocido anteriormente como «11 APSO». La mayoría de los edificios donde estaban instalados los cuarteles militares, así como los edificios auxiliares fueron demolidos, si bien el gran hangar que data de los años 80 sigue en pie.
En la actualidad, Bratsk sigue cumpliendo una función vital para la aviación civil como base de operaciones para los vuelos de carga a Kamchatka. El aeropuerto es operado por AeroBratsk, su principal usuario civil. Debido a las continuas condiciones meteorológicas adversas de varios aeropuertos próximos y dada la meteorología privilegiada de este, sirve con frecuencia como aeropuerto alternativo cuando las condiciones son adversas en los otros citados aeropuertos próximos.

## Aerolíneas y destinos
Las líneasaéreas que utilizan este aeropuerto, así como sus destinos, son los siguientes:
- Angara Airlines tieneun único destino: Irkutsk
- IrAero tiene un único destino: Irkutsk[4]
- S7 Airlines destino: Irkutsk,[5] Moscú-Domodedovo,  Novosibirsk[6]
- Utair tiene los siguientes destinos Talakan, Tyumen